# Lawina w Salang (2009)
Lawina, która zeszła 16 stycznia 2009 roku w okolicach przełęczy Salang w Hindukuszu w Afganistanie. Lawina zasypała kilkadziesiąt osób i 12 pojazdów przejeżdżających pobliską autostradą. W lawinie zginęło 10 osób. Ratownikom udało się uratować spod śniegu 40 osób, z czego 11 osób zostało rannych. Lawina przysypała również tunel Salang, który łączy Kabul z północą kraju i położony w środkowym Hindukuszu na wysokości 4450 m n.p.m..